# Desmoclystia oculata
Desmoclystia oculata är en fjärilsart som beskrevs av Louis Beethoven Prout 1941. Desmoclystia oculata ingår i släktet Desmoclystia och familjen mätare. Inga underarter finns listade i Catalogue of Life.